# Chi osa vince
Chi osa vince (Who Dares Wins) è un film del 1982, diretto da Ian Sharp.

## Trama
In seguito all'uccisione, nel corso di una manifestazione antinucleare, di un agente segreto infiltrato nel movimento pacifista, i massimi dirigenti del controspionaggio britannico giungono alla conclusione che dietro la facciata del movimento antinucleare si celi una pericolosa organizzazione terroristica, con agganci e finanziamenti stranieri. Il capitano Skellen del S.A.S. (Special Air Service), seguendo gli ordini dei suoi superiori, riesce ad infiltrarsi nell'organizzazione, facendo leva sulle simpatie suscitate in una rivoluzionaria, ma, proprio alla vigilia di una spettacolare azione terroristica il capitano Skellen viene scoperto. I terroristi, tuttavia, costringono Skellen a partecipare all'azione con l'intenzione di costringerlo, minacciando altrimenti di uccidergli moglie e figlia, a collaborare con loro.